# Benjo Tsonev
Benjo Tsonev (1863-1926) est le fondateur des études bulgares, le premier historien en bulgare. Il est dialectologue, fondateur des Études cyrillo-méthodiennes et recteur de l'Université de Sofia pour l'année académique 1910-11.
Benjo Tsonev est diplômé en philologie slave et en philologie romane de l'Université de Vienne, étudiant de l'éminent écrivain slave Vatroslav Jagić. Il défend son doctorat à l'Université de Leipzig avec August Leskien.
Benjo Tsonev est l'auteur du premier inventaire des manuscrits de la Bibliothèque nationale saints Cyrille et Méthode. Il est également traducteur bulgare des auteurs français Victor Hugo, Alphonse Daudet et Émile Zola,.